# Åge Sørensen
Åge Leif Sørensen (Oslo, 18 maggio 1937 – Oslo, 18 marzo 2022) è stato un calciatore norvegese, di ruolo centrocampista.

## Carriera

### Club
Sørensen vestì la maglia del Vålerengen.

### Nazionale
Contava 4 presenze per la Norvegia. Esordì il 21 agosto 1959, nella vittoria per 2-1 contro l'Islanda. Segnò un'unica rete in Nazionale, in data 13 settembre 1959: fu autore di un gol nella sconfitta per 2-4 contro la Danimarca.